# Atlascopcosaurus
Atlascopcosaurus is een geslacht van uitgestorven plantenetende ornithischische dinosauriërs, behorend tot de groep van de Euornithopoda, dat tijdens het Vroeg-Krijt leefde in het gebied van het huidige Australië. 
Het geslacht is alleen bekend van het fragment van een bovenkaak, dat afkomstig is van de zogenaamde 'Dinosaur Cove' in de Australische staat Victoria en dateert uit het Onder-Krijt, zo'n 115 miljoen jaar oud. Atlascopcosaurus werd voor het eerst wetenschappelijk beschreven in 1989 door Thomas Rich en Patricia Vickers-Rich. De enige benoemde soort is Atlascopcosaurus lades. Omdat het geslacht niet kan worden onderscheiden van verwante geslachten op basis van unieke anatomische kenmerken, wordt het nu vaak een nomen dubium (geslacht met twijfelachtige geldigheid) geacht te zijn.

## Vindplaats en naamgeving
De typesoort Atlascopcosaurus loadsi is in 1989 benoemd en beschreven door Tom Rich en Patricia Vickers-Rich. De geslachtsnaam eert het bedrijf Atlas Copco vanwege de hulp bij de technisch zeer bewerkelijke opgraving. De fossielhoudende lagen aan de zuidkust van Australië werden in het kader van het Dinosaur Cove Project blootgelegd door een tunnel te boren in een rotswand van kliffen die direct aan zee gelegen waren. De soortaanduiding eert William Loads, de manager van het bedrijf in Victoria, die zich persoonlijk voor het project inzette.
Het holotype NMV P166409 is in 1984 gevonden in de Dinosaur Cove East-vindplaats, in lagen van de Eumerallaformatie die dateert uit het Aptien-Albien. Het bestaat uit een linkerbovenkaaksbeen of maxilla met enkele tanden, één doorgebroken en drie nog niet doorgebroken. Verschillende losse tanden zijn aan de vondst toegewezen. Aanvankelijk werden andere fossielen - een andere linkerbovenkaak en fragmenten van de onderkaak - toegeschreven aan het geslacht, maar de toewijzing van deze vondsten aan Atlascopcosaurus is in 2010 verworpen.

## Kenmerken
Het individu waar het fossiel van afkomstig was, had vermoedelijk een lengte van een kleine drie meter. Het betrof een kleine tweevoetige planteneter.

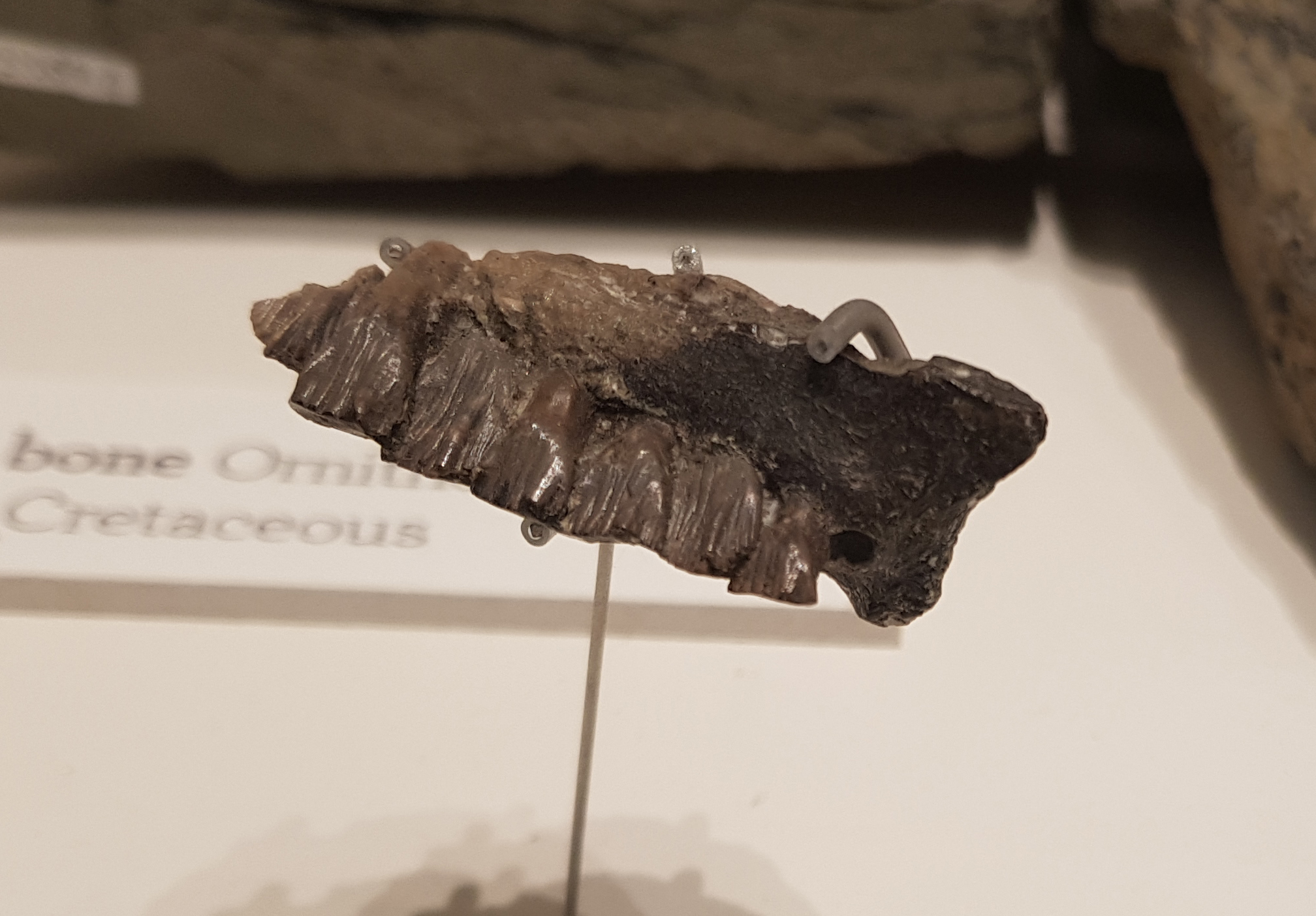
Een aan Atlascopcosaurus toegewezen dentarium van een onderkaak

In hun eerste beschrijving hebben Thomas Rich en Patricia Vickers-Rich (1989) het geslacht onderscheiden van andere destijds bekende geslachten op basis van de kenmerken van de tanden: deze onderzoekers stelden bijvoorbeeld dat de tandkronen van de bovenkaak naar voren hellen zodat hun hoogste punt dicht bij de achterkant van de tanden ligt. Tegenwoordig is het echter bekend dat deze kenmerken ook aanwezig waren in verschillende andere geslachten en daarom niet uniek waren voor Atlascopcosaurus.
De losse tanden zijn niet te onderscheiden van de tanden van Qantassaurus. De twee soorten lijken echter niet identiek te zijn omdat bij Atlascoposaurus de kaken langwerpig zijn, bij Qantassaurus juist opvallend gedrongen. Dit duidt erop dat de tandvorm niet soortspecifiek was. Daar het maxillafragment ook weinig onderscheidends heeft, beschouwen de meeste onderzoekers de soort tegenwoordig als een nomen dubium. In 2015 meende Clint Boyd echter dat het toch een geldig taxon was, zij het echter zonder dit te rechtvaardigen.

## Fylogenie
Atlascopcosaurus werd in 1989 aan de Hypsilophodontidae toegewezen. Die worden tegenwoordig als een onnatuurlijke groep gezien, bestaande uit opeenvolgende afsplitsingen van de onderste stamboom van de Euornithopoda, die dus niet samen een aparte zijtak vormen. Atlascopcosaurus kan daarmee niet verder bepaald worden dan als een basale euornithopode.